# フレッドダーリンステークス
フレッドダーリンステークス（Fred Darling Stakes）、別名ドバイデューティーフリーステークス（Dubai Duty Free Stakes）は、イギリスのニューベリー競馬場で行われる競馬の競走。1000ギニーの前哨戦として知られる。2014年の格付はG3。

## 概要
フレッドダーリンステークスは、イギリスの平地競走のシーズン最初の4月に行われる3歳牝馬の重賞である。定量戦で、ヨーロッパの3歳牝馬クラシック戦線の前哨戦と位置づけられている。
1970年にヨーロッパにグループ制が敷かれて以来、G3に格付けされている。

### ヨーロッパ3歳牝馬戦線の前哨戦
フレッドダーリンステークスはヨーロッパの主要競馬開催国のなかでも最も早い時期に行われる重賞の一つである。前年の2歳時の戦績に関係なく9ストーン（約57キロ）の負担重量で出走できる定量戦であり、その年のヨーロッパの3歳牝馬戦線の動向を占う意味で注目される。
近年では、1992年に3着だったカルチャーヴァルチャー（Culture Vulture）がプール・デッセ・デ・プーリッシュ（フランス1000ギニー）に優勝、2000年にはフレッドダーリンステークスで4着になったラハン（Lahan）が数週間後の1000ギニーに優勝している。
出走頭数は年によって大きな開きがあり、1997年（7頭）・2010年（8頭）のように少頭数になることもあれば、2009年（16頭）・2011年（14頭）のように多頭数となることもある。

### ニューベリー・スプリングトライアル開催
イギリスでは秋から春にかけてが障害競馬（ナショナルハント競走）のシーズンで、ニューベリー競馬場では3月末に障害競走がファイナルを迎える。
次いで平地競走が開幕するが、例年4月に行われる「スプリングトライアル開催（Spring Trials Meeting）」は、イギリスに本格的な平地競走の新シーズン到来を告げる開催となっている。この開催の目玉は、3歳牡馬クラシック戦線の重賞グリーナムステークスと3歳牝馬クラシック戦線の重賞フレッドダーリンステークスである。両競走とも定量戦なので2歳時の戦績に関係なく9ストーン（約57キロ）の負担重量で出走でき、イギリスのみならずヨーロッパのクラシックシーズンにとって注目の重賞とされている。
近年はドバイデューティフリー社（DDF）がこの開催のスポンサーとなっており、「ドバイデューティーフリー・スプリング・トライアル開催」と銘打っている。DDF社はフレッドダーリンステークスのスポンサーでもあり、フレッドダーリンステークスは興行的には「ドバイデューティーフリーステークス」の名称で行われている。ただし競走成績書には「フレッドダーリンステークス」と記録される。

## 歴史

### 1000ギニートライアルプレート
春のニューベリー競馬場の開催には1906年創設のグリーナムステークスがあり、3歳牡馬クラシックのシーズン最初の重賞として知られてきた。1940年に、ニューベリー競馬場では3歳牝馬クラシックのシーズン最初の重賞として1000ギニートライアルプレート（One Thousand Guineas Trial Plate）を創設した。

### ランボーンステークス
1949年にはこれがランボーンステークス（Lambourn Stakes）となった。一般的にはこの年をフレッドダーリンステークスの創設年としている。ランボーン（Lambourn）とはニューベリー競馬場のあるバークシャーの行政教区（Civil Parish）の一つで、イギリスの障害競走馬の調練所があることで知られている。ランボーンステークスは7ハロン60ヤード（約1463メートル）で行われた。

### フレッドダーリンステークス
1955年から、ランボーンステークスはフレッドダーリンステークスに改称した。これは、1953年に亡くなった有名な生産者・調教師のフレッド・ダーリング（Frederick Darling）を記念したものである。
1988年から1995年まではゲインスボロー牧場（Gainsborough Stud）がスポンサーとなっていた。

### ドバイデューティフリーステークス
1996年から、航空関連会社のドバイデューティーフリーがフレッドダーリンステークスのスポンサーとなった。1999年からはフレッドダーリンステークスはドバイデューティフリーステークス（Dubai Duty Free Stakes）として開催されている。この場合でも競走成績書には「フレッドダーリンステークス」と記録される。
なお、1998年までは左回りのコースで行われていたが、1999年からは直線コースで行われている。
2020年は新型コロナウイルス感染拡大の影響により開催中止となった。

## 記録
2014年時点での記録。

### 最多勝騎手
- レスター・ピゴット - 4勝。1957年、1967年、1977年、1980年
- ジミー・リンドレイ（Jimmy Lindley） - 4勝。1960年、1962年、1965年、1970年
- ウォルター・スウィンバーン - 4勝。1981年、1985年、1986年、1993年
- ウィリー・カーソン - 4勝。1990年、1991年、1994年、1995年

### 最多勝調教師
- ノエル・マーレス（en:Noel Murless） - 6勝。1950年、1952年、1957年、1967年、1969年、1973年
- ジョン・ダンロップ - 6勝。1990年、1991年、1994年、1995年、2000年、2008年

### 歴代勝馬

#### 1949年-1954年（ランボーンステークス時代）
- 1949: Vale of Towy
- 1950: Serocco
- 1951: 中止
- 1952: Refreshed
- 1953: Rose Coral
- 1954: Felise

#### 1955年-1969年（グループ制導入前）
- 1955: Feria
- 1956: None Fairer
- 1957: Sijui
- 1958: Nicaria
- 1959: Rosalba
- 1960: Soldier's Song
- 1961: Who Can Tell
- 1962: Anassa
- 1963: Gazpacho
- 1964: Ela Marita
- 1965: Night Appeal
- 1966: 中止
- 1967: Royal Saint
- 1968: Raymonda
- 1969: Sea Lavender

#### 1970年以降（グループ制導入後）
| 施行年 | 格付 | 優勝馬             |
| ------ | ---- | ------------------ |
| 1970   | G3   | Highest Hopes      |
| 1971   | G3   | Rotisserie         |
| 1972   | G3   | Miss Paris         |
| 1973   | G3   | Mysterious         |
| 1974   | G3   | Northern Gem       |
| 1975   | G3   | Carnauba           |
| 1976   | G3   | Rowantree          |
| 1977   | G3   | Durtal             |
| 1978   | G3   | Shapina            |
| 1979   | G3   | Topsy              |
| 1980   | G3   | Millingdale Lillie |
| 1981   | G3   | Marwell            |
| 1982   | G3   | Slightly Dangerous |
| 1983   | G3   | Goodbye Shelley    |
| 1984   | G3   | Mahogany           |
| 1985   | G3   | Top Socialite      |
| 1986   | G3   | Maysoon            |
| 1987   | G3   | Littlefield        |
| 1988   | G3   | Bluebook           |
| 1989   | G3   | Pass the Peace     |
| 1990   | G3   | Salsabil           |
| 1991   | G3   | Shadayid           |
| 1992   | G3   | Musicale           |
| 1993   | G3   | Sueboog            |
| 1994   | G3   | Bulaxie            |
| 1995   | G3   | Aqaarid            |
| 1996   | G3   | Bosra Sham         |
| 1997   | G3   | Dance Parade       |
| 1998   | G3   | Daunting Lady      |
| 1999   | G3   | Wince              |
| 2000   | G3   | Iftiraas           |
| 2001   | G3   | Rolly Polly        |
| 2002   | G3   | Queen's Logic      |
| 2003   | G3   | Tante Rose         |
| 2004   | G3   | Majestic Desert    |
| 2005   | G3   | Penkenna Princess  |
| 2006   | G3   | Nasheej            |
| 2007   | G3   | Majestic Roi       |
| 2008   | G3   | Muthabara          |
| 2009   | G3   | Lahaleeb           |
| 2010   | G3   | Puff               |
| 2011   | G3   | Rimth              |
| 2012   | G3   | Moonstone Magic    |
| 2013   | G3   | Maureen            |
| 2014   | G3   | J Wonder           |
| 2015   | G3   | Redstart           |
| 2016   | G3   | Marenko            |
| 2017   | G3   | Dabyah             |
| 2018   | G3   | Dan's Dream        |
| 2019   | G3   | Dandhu             |
| 2021   | G3   | Alcohol Free       |
| 2022   | G3   | Wild Beauty        |
| 2023   | G3   | Remarquee          |
| 2024   | G3   | Folgaria           |
| 2025   | G3   | Duty First         |